# Önder Turacı
Önder Turacı (Luik, 14 juli 1981) is een Turks-Belgisch oud-voetballer. 

## Clubcarrière
Önder Turacı trok op vroege leeftijd de aandacht van de voetbalclub waar zijn moeder werkte. Hij speelde bij Standard Luik en La Louvière alvorens hij in de zomer van 2004 naar Fenerbahçe vertrok. In de eerste paar maanden had hij moeite in de basiself te komen, desondanks speelde hij wel 27 wedstrijden voor de ploeg uit Istanboel. Vanaf begin 2005 is hij niet meer weg te denken uit de startopstelling van Fenerbahçe. Önder Turacı kan zowel centraal in de verdediging, als rechts van de verdediging (rechtsback) voetballen. Sinds de komst van de twee centrale verdedigers, Diego Lugano en Edu Dracena, gebruikt Zico Önder vooral als rechtsback. Dat Önder behoorlijk aanvallend is ingesteld kan men in de wedstrijden makkelijk zien. De laatste tijd staat hij bekend om zijn rushes vanaf de rechterkant en zijn voorzetten naar de diepe spits(en). In de zomer van 2010 trok hij transfervrij naar Kayserispor.

## Clubstatistieken
| Seizoen                    | Club                       | Land             | Competitie     | Wedstrijden | Goals |
| -------------------------- | -------------------------- | ---------------- | -------------- | ----------- | ----- |
| 2000/01                    | La Louvière                | Vlag van België  | Jupiler League | 29          | 1     |
| 2001/02                    | La Louvière                | Vlag van België  | Jupiler League | 20          | 1     |
| 2002/03                    | Standard Luik              | Vlag van België  | Jupiler League | 29          | 1     |
| 2003/04                    | Standard Luik              | Vlag van België  | Jupiler League | 32          | 2     |
| 2004/05                    | Fenerbahçe                 | Vlag van Turkije | Süper Lig      | 27          | 1     |
| 2005/06                    | Fenerbahçe                 | Vlag van Turkije | Süper Lig      | 29          | 3     |
| 2006/07                    | Fenerbahçe                 | Vlag van Turkije | Süper Lig      | 26          | 0     |
| 2007/08                    | Fenerbahçe                 | Vlag van Turkije | Süper Lig      | 12          | 0     |
| 2008/09                    | Fenerbahçe                 | Vlag van Turkije | Süper Lig      | /           | /     |
| 2009/10                    | Fenerbahçe                 | Vlag van Turkije | Süper Lig      | /           | /     |
| 2010/11                    | Kayserispor                | Vlag van Turkije | Süper Lig      | 13          | 0     |
| 2011/12                    | Mersin Idman Yurdu         | Vlag van Turkije | Süper Lig      | /           | /     |
| Bijgewerkt tot 18 mei 2008 | Bijgewerkt tot 18 mei 2008 |                  | Totaal         | 204         | 9     |

## Interlandcarrière
Önder werd geboren in België. Doordat hij ook een Turks paspoort heeft dacht hij uit te kunnen komen voor het Turks voetbalelftal. Na wat tegenstribbelen van de KBVB heeft deze Turaci's wens toch goedgekeurd. Hij heeft 1 vriendschappelijke wedstrijd met Turkije gespeeld, en zat 1 wedstrijd op de bank.
Door een administratieve fout echter van de Turkse voetbalbond, mag hij volgens de FIFA niet meer uitkomen voor Turkije. Hij blijft dus wel speelgerechtigd voor de Rode Duivels.

## Privéleven
Turacı leerde in januari 2011 de 19-jarige Ayse Ozdemir ("Miss Brussel 2011") kennen via Facebook. Enkele maanden later trouwden ze. Begin augustus 2011 maakte Ozdemir bekend mishandeld te zijn door Turacı en dat de scheiding in gang gezet was. Turacı ontkende de aantijgingen.